# Antón Fortes Torres
Antón Fortes Torres, nacido en Sarria en 1957, es un escritor, profesor y político gallego.

## Carrera
Estudió en la Universidad de Santiago de Compostela Filología Románica, Gallego-Portuguesa e Hispánica. Es Catedrático jubilado de Lengua Gallega y Literatura. Realizó también estudios de lengua y literatura en la Universidad Paul Valéry de Montpellier y en las Facultades de Artes de Coímbra y Lisboa. Fue miembro del Colectivo Círculos Líticos, conformado, entre otros, por Isidro Novo y Lois Diéguez. Colabora habitualmente con la revista Xistral.
En la actualidad forma parte del Grupo Poético Lupercais (Lugo).

### Carrera política
Fue concejal en Sarria con el BNG entre 1995 y 1999,  y quinto en las listas de ese partido en 2003 .  En las elecciones municipales de 2011 regresó a la corporación municipal en las listas de Independientes de Galicia,  y en septiembre de 2013 anunció su intención de unirse a Compromiso por Galicia .  En noviembre de 2014, fue nombrado candidato de CxG en las elecciones municipales de 2015,  y fue elegido concejal. En 2019 abandonó la política partidista.

## Obras

### Poesía
- Figuras masculinas de meio-corpo, 1997, Espiral Maior. Premio Legais en 2001. 2ª ed. Chan da Pólvora, 2020.
- Sexto Fetiche, 2001, edición del autor.
- Gris cinza, 2005, eDixital.
- Ansia (Balbúceos), 2010, eDixital.
- Ofelia sen dó, 2019, Belén Bouzas Gorgal y Armando Requeixo (eds.).
- Gris cinza / Barbárie, crisântemos y um Urbano Lugrís, 2022, Através Editora.
- Tránsito, 2024, Chan da Pólvora.

### Prosa
- Caderno de animalista, 2008, Oqo Editora . [3]
- Fume, 2008, Oqo Editora. [4]
- Á sombra dos anacardos, 2010, Oqo Editora.

### Traducciones
- A cabra boba, de Pep Bruno, 2006, Oqo Editora.
- Gran libro dos retratos de animais, de Svjetlan Junakovic, 2006, Oqo Editora.
- A boneca e a castañeira, de Roberto Aliaga, 2008, Oqo Editora.
- A figueira de Pelostortos, de Ana García Castellano, basado en el cuento tradicional, 2009, Oqo Editora.
- Os mil brancos dos esquimós, de Isabel Minhós Martins, 2009, Oqo Editora.
- A sopa queima, de Pablo Albo, 2009, Oqo Editora.

### Obras colectivas
- O segredo da lanterna verde, 2009, Xunta de Galicia . Con Mar Guerra, Elvira Riveiro y Xelís de Toro .
- A cidade na poesía galega do século XXI, 2012, Toxosoutos .
- Dez anos de poesía nas Pontes, 2013, Galebook.
- 150 Cantares para Rosalía de Castro ( 2015, libro electrónico ).

## Premios
- Premio Legais en 2001 por Figuras masculinas de meio-corpo.
- II Premio Mejor Libro Infantil y Juvenil Editado 2008 (Ministerio de Cultura) por Caderno de animalista .
- Premio The White Ravens 2009 por Fume.
- V Premio de Poesía Manuel Leiras Pulpeiro 2016 por Ofelia sen dó . [5]